# Iwan Stepanowitsch Kolesnikow
Iwan Stepanowitsch Kolesnikow (russisch Иван Степанович Колесников, wissenschaftliche Transliteration Ivan Stepanovič Kolesnikov; * 15. Dezemberjul. / 28. Dezember 1901greg. in Podosinowka, Gouvernement Woronesch, Russisches Kaiserreich; † 18. Mai 1985 in Leningrad, Sowjetunion) war ein sowjetischer Chirurg. Er lieferte bedeutende Arbeiten auf den Gebieten Feldchirurgie, Verbrennungsmedizin, Transfusionsmedizin und Thoraxchirurgie.

## Leben
1921 wurde Kolesnikow zur Roten Armee eingezogen. Von 1920 bis 1921 arbeitete er als Krankenpfleger bei einem Kriegshospital im Russischen Bürgerkrieg. 1923 beendete er sein Studium an der Feldscherschule und arbeitete als Arzthelfer bei einem Pionierbataillon. Von 1926 bis 1931 studierte er an der Leningrader Medizinisch-Chirurgischen Akademie (jetzt Militärmedizinische Akademie S. M. Kirow). 1933 wurde er Oberarzt des Pionierbataillons. Von 1932 bis 1936 arbeitete Kolesnikow als Adjunkt am Institut für Chirurgie der Leningrader Medizinisch-Chirurgischen Akademie. 1936 stellte er seine Promotionsarbeit Transfusion der Blutkonserve fertig. Ab 1936 unterrichtete er am Institut für Feldchirurgie der Akademie.
Von 1937 bis 1939 arbeitete Kolesnikow als Militärberater beim Militärsanitätsdienst der Zweiten Spanischen Republik im Spanischen Bürgerkrieg. 1939 nahm er am Japanisch-Sowjetischen Grenzkonflikt teil. Von 1939 bis 1940 wurde er als Chirurg an der Front des Sowjetisch-Finnischen Krieges eingesetzt. Im Zweiten Weltkrieg nahm Kolesnikow bei der 13. und 54. Armee an der Westfront und der Leningrader Front teil. 1942 wurde er zum Chef-Chirurgen an der Karelischen Front befördert. 1943 wurde Kolesnikow Chef-Chirurg des Kriegslazaretts der Leningrader Front.
Für das akademische Jahr 1944/45 wurde er zum Stellvertretenden Lehrstuhlleiter des Instituts der Allgemeinchirurgie und dann des Instituts der theoretischen Chirurgie an der Militärmedizinischen Akademie S. M. Kirow gewählt.
Im April 1949 wurde er verhaftet und verbrachte vier Jahre in Arbeitslagern des Gulag. 1953 wurde er freigelassen und rehabilitiert. 
1971 wurde er zum Mitglied der Sowjetischen Akademie der Heilwissenschaften gewählt.
Er erhielt den Leninpreis (1961), den Titel „Held der sozialistischen Arbeit“ (1976), den Staatspreis der UdSSR (1985), zweimal den Leninorden, den Orden der Oktoberrevolution, dreimal den Rotbannerorden, zweimal den Orden des Vaterländischen Krieges I. Klasse, Orden des Vaterländischen Krieges II. Klasse, die Medaille „Für die Verteidigung Leningrads“ und die Medaille „Sieg über Deutschland“.
Kolesnikow wurde auf dem Leningrader Bogoslowskoje-Friedhof begraben.